# نبرد کاپترون
نبرد کاپترون یا نبرد کاپترو یا نبرد پاسینلر در سال ۱۰۴۸ بین ارتش متحد امپراتوری بیزانس-گرجستان در برابر تُرکان سلجوقی در دشت کاپترون (پاسینلر در شمال‌شرقی ترکیه امروزی) رخ داد. این واقعه اوج یک حمله بزرگ به رهبری شاهزاده سلجوقی ابراهیم ینال علیه ارمنستان تحت کنترل بیزانس بود. در این هنگام طغرل، شاه سلجوقیان بود و سه تن با هم (تئودورای مقدونی، زوئه مقدونی و کنستانتین نهم) جایگاه امپراتور بیزانس را بر دوش داشتند.
از دید شمار نیروها، ترکیبی از عوامل به معنای آن بود که نیروهای منظم بیزانس بسیار بیشتر از نیروهای ترک بودند. امپراتور کنستانتین نهم به نیروهای خود دستور داد تا موضعی منفعلانه اتخاذ کنند، در حالی که از حاکم گرجی لیپاریت چهارم درخواست کمک کرد. این امر به تُرک‌ها اجازه داد تا ابتکار عمل را در دست گیرند. پس از ورود گرجی‌ها، نیروهای متحد بیزانس و گرجستان وارد نبرد شدند. در یک نبرد شبانه شدید، متحدان مسیحی موفق شدند ترکان را عقب برانند و تا صبح روز بعد ترکها را تعقیب کردند. با این حال، ابراهیم ینال موفق شد فرمانروای گرجی لیپاریت را به اسارت خود درآورد، واقعیتی که دو فرمانده بیزانس پس از اینکه خدا را برای پیروزی خود شکر می‌کردند، از آن مطلع شدند. دو طرف با تبادل سفرا، منجر به آزادی لیپاریت و آغاز روابط دیپلماتیک بین دو امپراتوری بیزانس و سلجوقی شدند. امپراتور کنستانتین نهم برای تقویت مرز شرقی خود گام برداشت، اما به دلیل درگیری‌های داخلی، حملات ترکان سلجوقی تا سال ۱۰۵۴ مجدداً آغاز نشد.